# Пекалинский сельсовет
Пека́линский сельсовет (бел. Пекалінскі сельсавет) — административная единица на территории Смолевичского района Минской области Белоруссии. Административный центр — деревня Пекалин.

## История
Создан 20 августа 1924 года как Верхменский сельсовет в составе Смолевичского района Минского округа БССР.
В 2008 году деревня Слобода преобразована в агрогородок; административный центр Пекалинского сельсовета из деревни Пекалин перенесён в агрогородок Слобода.

## Состав
Пекалинский сельсовет включает 13 населённых пунктов:
- Ворот — деревня.
- Вызволенье — деревня.
- Заказинец — деревня.
- Остров — хутор.
- Пекалин — деревня.
- Пятилетка — деревня.
- Слобода — агрогородок[1].
- Степанова Пасека — хутор.
- Черница — деревня.
- Черница — хутор.
- Шабуни — деревня.
- Шеметово — деревня.
- Яворовщина — деревня.

## Население
Согласно переписи населения 2009 года на территории сельсовета проживало 1714 человек, среди которых 91,9 % — белорусы.